# Arachnothera flammifera
Az Arachnothera flammifera a madarak (Aves) osztályának a verébalakúak (Passeriformes) rendjébe, ezen belül a nektármadárfélék (Nectariniidae) családjába tartozó faj.

## Rendszerezése
A fajt Arthur Hay Tweeddale 9. márkija, skót katona és ornitológus írta le 1878-ban. Szerepel a fehértorkú pókvadász (Arachnothera longirostra) alfajaként Arachnothera longirostra flammifera néven is.

## Alfajai
- Arachnothera flammifera flammifera Tweeddale, 1878
- Arachnothera flammifera randi Salomonsen, 1953[2]

## Előfordulása
A Fülöp-szigetek területén honos. Természetes élőhelyei a szubtrópusi és trópusi síkvidéki esőerdők, mangroveerdők és cserjések, valamint ültetvények és vidéki kertek.

## Természetvédelmi helyzete
Az elterjedési területe rendkívül nagy, egyedszáma pedig stabil. A Természetvédelmi Világszövetség Vörös listáján nem fenyegetett fajként szerepel.